# Darius Oskoui
Darius Oskoui (ur. 8 maja 1997 w Genewie) – szwajcarski kierowca wyścigowy.

## Kariera

### Formuła BMW
Oskoui rozpoczął karierę w jednomiejscowych samochodach wyścigowych w 2011 roku od startów w Formule BMW Talent Cup. W ciągu dziewięciu wyścigów, w których wystartował, pięciokrotnie stawał na podium. Został sklasyfikowany na piątej pozycji w końcowej klasyfikacji kierowców.

### Francuska Formuła 4
W sezonie 2012 Francuz dołączył do stawki Francuskiej Formuły 4, gdzie odniósł jedno zwycięstwo. Uzbierane 113 punktów dało mu szóste miejsce w klasyfikacji generalnej.

## Statystyki
| Sezon | Seria                  | Zespół     | Wyścigi | Zwycięstwa | PP | NO | Podium | Punkty | Pozycja |
| ----- | ---------------------- | ---------- | ------- | ---------- | -- | -- | ------ | ------ | ------- |
| 2011  | Formuła BMW Talent Cup | Talent Cup | 9       | 0          | 0  | 0  | 5      |        | 5       |
| 2012  | Francuska Formuła 4    |            | 14      | 1          | 1  | 1  | 2      | 113    | 6       |